# Hasič

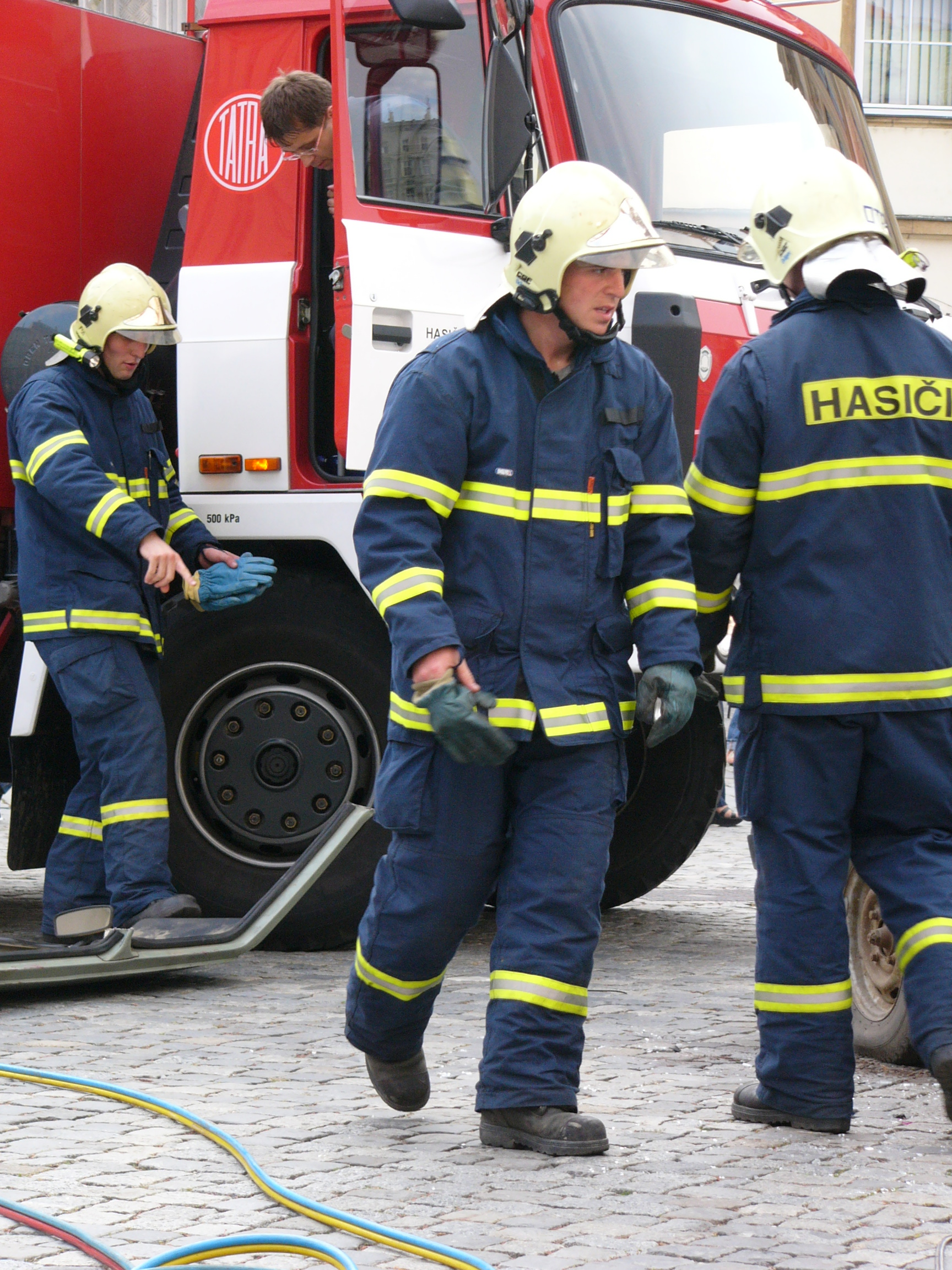
Hasiči v České republice ve třívrstvém zásahovém obleku

Hasič (od roku 1953 do roku 1989 oficiální terminologií požárník) je označení pro příslušníka profesionálního hasičského záchranného sboru anebo člena jednotky sboru dobrovolných hasičů (JSDH). Označení hasič se však vžilo i pro členy sboru dobrovolných hasičů (SDH), jejichž členové se věnují především spolkové činnosti, pořádání akcí, požárnímu sportu a práci s mládeží.

JSDH a SDH jsou dvě rozdílné organizace, které spolu mohou spolupracovat na základě sborové činnosti anebo nezávisle na sobě. Na řešení mimořádných událostí se podílí HZS a JSDH.

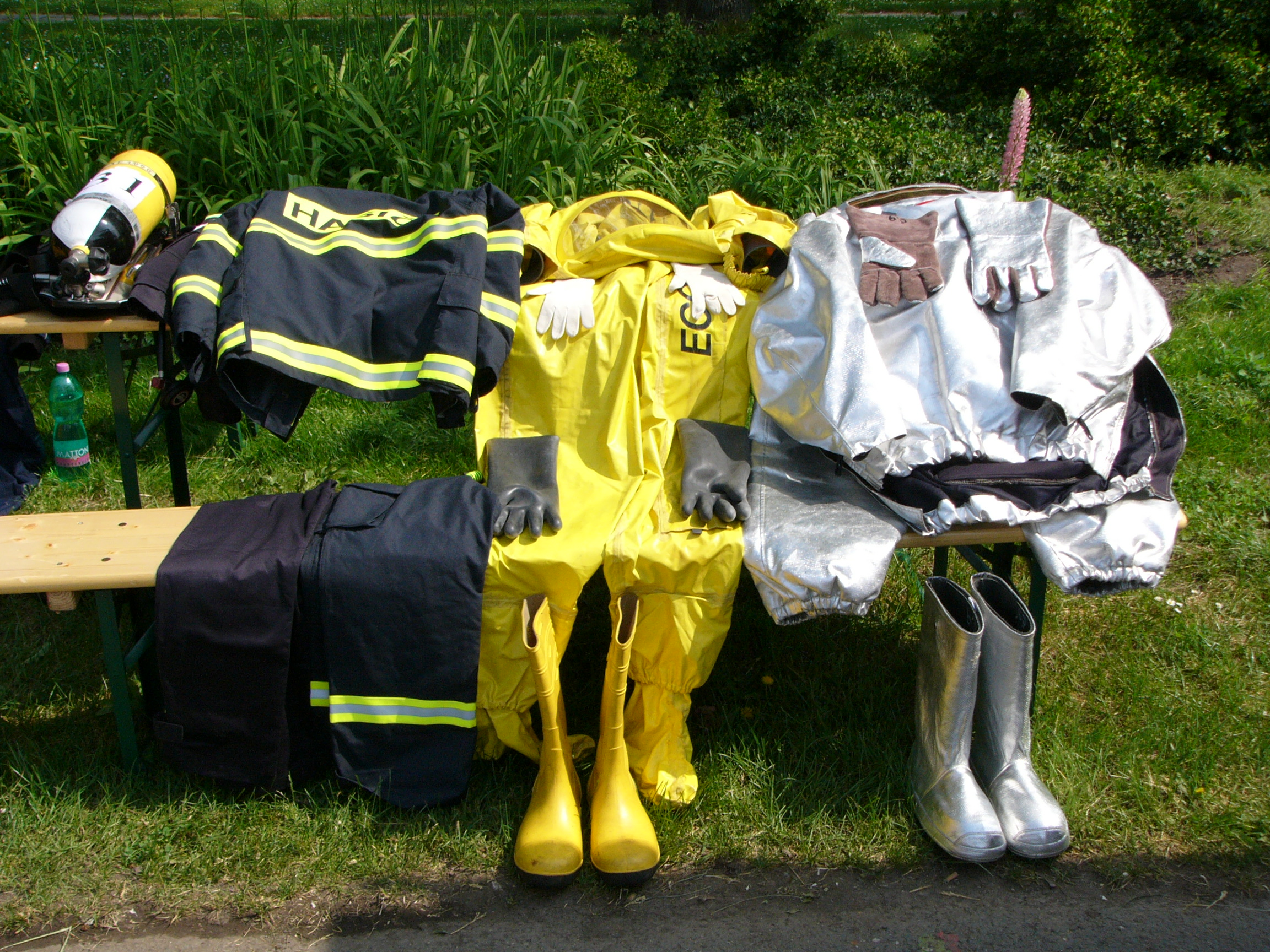
Oblečení hasičů v České republice, zleva: PS I [pé es jedna] – běžné oblečení s reflexními pruhy a reflexním lampasem na bočních švech kalhot, hasiči ho nosejí při poplachu. Běžně používán jako staniční oblečení, hazmat suit – pro likvidaci chemických havárií, fire proximity suit – proti extrémnímu sálavému teplu, nejpoužívanějším oblekem v ČR je oblek zásahový. Ten se skládá z kabátu a kalhot, zásahový oblek je většinou buď jednovrstvý (používá se na zásahy v otevřeném prostoru jako je např. požár polního porostu nebo na malé požáry lesa) nebo vícevrstvý (většinou se používají třívrstvé obleky kvůli dobré izolaci před ohněm, je určen na venkovní požáry většího rozsahu nebo na požáry v uzavřených prostorech např. požár bytu, domu nebo velkých průmyslových objektů kde se hasič pohybuje v malé vzdálenosti od plamenů

Množný výraz hasiči je zjednodušené pojmenování pro všechny jednotky požární ochrany (tzv. JPO) a jejich členy, zaměstnance nebo příslušníky. Hasiči vykonávající službu jako své hlavní povolání, se nazývají profesionální. Hasiči kteří vykonávají službu jako své vedlejší povolání nebo zcela dobrovolně, se nazývají dobrovolní hasiči. Občas se lze také setkat s výrazem poloprofesionální.
Kromě hašení požárů zasahují hasiči také při dopravních nehodách, úniku nebezpečných látek, v případě povodní, jiných živelních pohrom, ekologických haváriích, technické pomoci a jiných mimořádných událostech jako například ochrana obyvatelstva (krizové řízení, evakuace, zajištění náhradního ubytování, dekontaminace atd.). Mimo to se hasiči věnují prevenci na úseku požární ochrany, např. požární ochrana staveb nebo v rámci spolupráce s Ministerstvem školství zvyšují povědomí o ochraně člověka při mimořádných událostech.

## Historie
Jakýsi základ hasičského sboru lze hledat již ve starověkém Římě. Tamní hasičský sbor se skládal z asi 500 otroků. Poté byla požárnická odbornost zapomenuta a v případě požárů se hašení účastnili všichni obyvatelé měst. Avšak také vznikala nová protipožární opatření, jedním z nevýznamnějších bylo oddělení kuchyně od hlavní části stavby. Teprve na začátku 19. století se začaly opět formovat požární sbory, avšak na principu dobrovolnosti. Na činnost těchto sborů navazují právě Dobrovolné Jednotky požární ochrany.

## Hasiči v Evropě
Následující tabulka ukazauje počet a podíly aktivních dospělých hasičů v jednotlivých evropských státech.
| Stát               | Počet obyvatel | Hasiči celkem | Počet hasičů na obyvatele | Dobrovolní hasiči | Profesionální hasiči | Hasiči na částečný úvazek |
| ------------------ | -------------- | ------------- | ------------------------- | ----------------- | -------------------- | ------------------------- |
| Dánsko             | 5 786 000      | 6 984         | 0,12 %                    | 1 386             | 4 416                |                           |
| Německo            | 83 020 000     | 1 042 600     | 1,26 %                    | 994 042           | 48 558               | 0                         |
| Finsko             | 5 474 000      | 19 267        | 0,35 %                    | 11 615            | 3 846                | 3 806                     |
| Francie            | 66 628 000     | 255 050       | 0,38 %                    | 198 800           | 56 250               | 0                         |
| Řecko              | 10 788 000     | 15 927        | 0,15 %                    | 2 178             | 13 749               | 0                         |
| Itálie             | 61 000 000     | 48 930        | 0,08 %                    | 20 060            | 28 870               | 0                         |
| Rakousko           | 8 859 000      | 255 865       | 2,89 %                    | 255 865           | 2 568                | 0                         |
| Polsko             | 38 411 000     | 676 193       | 1,76 %                    | 645 842           | 30 351               | 0                         |
| Rusko              | 146 781 000    | 1 227 600     | 0,84 %                    | 956 600           | 271 000              | 0                         |
| Švýcarsko          | 8 500 000      | 81 295        | 0,96 %                    | 80 110            | 1 185                | 0                         |
| Česko              | 10 650 000     | 80 112        | 0,75 %                    | 67 149            | 12 963               | 0                         |
| Spojené království | 64 903 000     | 60 500        | 0,09 %                    | 1 400             | 40 100               | 19 000                    |
| Nizozemsko         | 17 282 000     | 24 003        | 0,14 %                    | 19 646            | 4 357                | 0                         |
| Belgie             | 10 667 000     | 17 749        | 0,17 %                    | 12 230            | 5 519                | 0                         |

## Celosvětová porovnání
V celosvětovém porovnání uvádějí statistiky následující situaci v Česku (64 států, údaje 2015–2019):
- Počet požárů na 1000 obyvatel: 1. Barbados (6,95), 2. Surinam (5,92), 3. Izrael (5,91)...36. Česko (1,74)
- Počet úmrtí při požárech na 1000 000 obyvatel: 1. Rusko (5,78), 2. Bělorusko (5,57), 3. Ukrajina (4,53)... 21. Česko (1,05)
- Počet úmrtí na 100 požárů: 1. Bělorusko (8,36), 2. Moldova (6,20), 3. Nepál (4,23)... 21. Česko (0,60)

## Hasiči v Česku

### Jednotky požární ochrany
V České republice spolupracují profesionální a dobrovolné jednotky. Vysílání všech jednotek požární ochrany mají na starosti krajská operační střediska, která se zpravidla řídí stanoveným plánem plošného pokrytí.

### Dělení jednotek požární ochrany
Pro účely plošného pokrytí se jednotky požární ochrany dělí do několika kategorií:
1. s územní působností (zasahující i mimo území svého zřizovatele)
  - JPO I – jednotka hasičského záchranného sboru (příslušníci zde vykonávají službu jako své hlavní povolání)
  - JPO II – jednotka sboru dobrovolných hasičů obce (členové zde vykonávají službu jako své hlavní nebo vedlejší povolání)
  - JPO III – jednotka sboru dobrovolných hasičů obce (členové zde vykonávají službu zcela dobrovolně)
2. s místní působností (zasahující na území svého zřizovatele)
  - JPO IV – jednotka hasičského záchranného sboru podniku, (např. HZSp Letiště Praha) (zaměstnanci zde vykonávají službu jako své hlavní povolání)
  - JPO V – jednotka sboru dobrovolných hasičů obce (členové zde vykonávají službu zcela dobrovolně)
  - JPO VI – jednotka sboru dobrovolných hasičů podniku (zaměstnanci zde vykonávají službu dobrovolně)
3. jednotky nezařazené v plánu plošného pokrytí (mohou být svolány v případě rozsáhlejších mimořádných událostí)

Tzv. plošné pokrytí je právní předpis, který je vydáván příslušným krajským úřadem po konzultaci s Hasičským záchranným sborem České republiky. Tento předpis vyhodnocuje požární a jiná rizika v daných oblastech a naopak stanovuje určitou ochranu, včetně dojezdových časů jednotek apod. Díky tomuto požárnímu poplachovému plánu je dosaženo včasného příjezdu hasičů a je zajištěno dostačující pokrytí.
Nejzákladnějšími náležitostmi každé kategorie jsou doba výjezdu, minimální počet členů a techniky a území, ve kterém jednotka zpravidla působí.

### Doby výjezdu
Doba výjezdu je pro každou kategorii stanovena následovně:
- JPO I – jednotka hasičského záchranného sboru kraje – 2 min. od vyhlášení poplachu jednotce; evidováno 246 JPO (stav k 1. 1. 2025)[5]
- JPO II – jednotka sboru dobrovolných hasičů obce – 5 min. od vyhlášení poplachu jednotce; evidováno 245 JPO (stav k 1. 1. 2025)
- JPO III – jednotka sboru dobrovolných hasičů obce – 10 min. od vyhlášení poplachu jednotce; evidováno 1 408 JPO (stav k 1. 1. 2025)
- JPO IV – jednotka hasičského záchranného sboru podniku – obecně platí 2 min. od vyhlášení poplachu jednotce, ale tento čas může být upraven mezinárodními předpisy, například HZSP na letištích má na výjezd 45 sec. evidováno 77 JPO (stav k 1. 1. 2025)
- JPO V – jednotka sboru dobrovolných hasičů obce – 10 min. od vyhlášení poplachu jednotce; evidováno 4 382 JPO (stav k 1. 1. 2025)
- JPO VI – jednotka sboru dobrovolných hasičů podniku – 10 min. od vyhlášení poplachu jednotce; evidováno 89 JPO (stav k 1. 1. 2025)

Jednotky sboru dobrovolných hasičů podniku (kat. JPO VI) jsou v poslední době hojně nahrazovány tzv. požárními hlídkami.
K 1.1.2025 působilo na území ČR celkem 6 463 jednotek požární ochrany, ve kterých působilo 91 982 hasičů, z toho 10 134 profesionálních
Každá jednotka v závilosti na kategorii musí splňovat určité požadavky na maximální čas výjezdu od vyhlášení poplachu, vybavenost požární technikou a věcnými prostředpy požární ochrany a početní stav jednotky. Například jednotka zařazená v kategorii JPO II/2 má tyto povinnosti:
- jednotka zřizuje výjezd dvou družstev, kdy každé je alespoň o zmenšeném početním stavu 1+3 (velitel družstva, strojník a dva hasiči)
- doba výjezdu činí maximálně 5 minut od vyhlášení poplachu
- územní působnosti je zpravidla 10 minut jízdy z místa dislokace
- počet členů jednotky minimálně 24 hasičů
- atd.

### Názvy jednotek a zkratky
Názvy jednotek požární ochrany jsou vždy ustálené, mnohdy se však užívá jejich zkrácený výraz:
- jednotka hasičského záchranného sboru kraje– např. Hasičský záchranný sbor Libereckého kraje, centrální hasičská stanice Česká Lípa; lze se setkat se zkratkou HZS LK CHS Česká Lípa
- jednotka sboru dobrovolných hasičů obce – např. Jednotka sboru dobrovolných hasičů obce Nový Bor; lze se setkat se zkratkou JSDH(O) Nový Bor
- jednotka hasičského záchranného sboru podniku – např. Hasičský záchranný sbor podniku Správa železnic, stanice Brno; lze se setkat se zkratkou HZSp SŽ (stanice) Brno
- jednotka sboru dobrovolných hasičů podniku – Např. Jednotka sboru dobrovolných hasičů podniku Bombardier Transportation Czech Republic, a.s.; lze se setkat se zkratkou JSDH(p) Bombardier Transportation Czech Republic, a.s.

### Tísňové volání
Tísňovým voláním se rozumí vůbec základní možnost přivolání pomoci při mimořádné události. Telefonicky lze pomoc Integrovaného záchranného systému v České republice přivolat na následujících číslech:
- 150 – Hasičský záchranný sbor České republiky
- 155 – Zdravotnická záchranná služba
- 158 – Policie České republiky
- 156 – Obecní (městská) policie

V roce 1991 Rada Evropských společenství vydala rozhodnutí č. 91/396/EEC ze dne 29. července 1991 o zavedení jednotného evropského čísla tísňového volání, to připadlo na telefonní číslo:
- 112 – Jednotné evropské číslo tísňového volání

Tato linka byla úspěšně implementována do provozu v roce 2008, od té doby zajišťuje nepřetržitou pomoc ve všech členských státech Evropské unie, Evropském hospodářském prostoru a ve Švýcarsku. Rozhodnutím vlády byl k příjmu tísňového volání na lince 112 určen Hasičský záchranný sbor. Telefonní centra jsou v rámci České republiky navzájem hlasově a datově propojena a jsou vzájemně plně zastupitelná. V případě přetížení nebo výpadku v jednom kraji jsou hovory automaticky přesměrovány na další telefonní centra tísňového volání 112, aniž by to volající poznal na rychlosti nebo kvalitě odbavení.

### Spolky a častá záměna – jednotka vs. sbor
Dobrovolní hasiči vykonávají tradičně i jiné činnosti, nežli ty související s bojem proti požárům, záchranou lidských životů a nebo řešením mimořádných událostí. Jsou často nedílnou součástí kulturního života v obci (hasičské plesy, zábavy a oslavy) i života sportovního (soutěže s hasičskou tematikou). Nejvýznamnějším z mnoha hasičských spolků je Sdružení hasičů Čech, Moravy a Slezska (IČO: 00442739) od nějž se odvíjí jednotlivé pobočné spolky jako je například SH ČMS – Sbor dobrovolných hasičů Česká Lípa. (IČO: 48282570). SH ČMS je hlavním propagátorem a organizátorem požárního sportu v České republice.
Záměna pojmů jednotka sboru dobrovolných hasičů a sbor dobrovolných hasičů, je častá. Tyto dva subjekty jsou úzce spjaty například lidmi, kteří působí v jednotce a zároveň ve sboru, prostory (sbor často působí ve zbrojnici jednotky) atd. Je však nutno zdůraznit rozdíl mezi jednotkou požární ochrany a pobočným spolkem, není totiž podmínkou, aby jednotka byla vůbec spjata se sborem.
- jednotka sboru dobrovolných hasičů (jednotka požární ochrany) – se řídí a je zřizována Zákonem o požární ochraně 133/1985 Sb.[6] a vykonává činnost spojenou se záchranou lidských životů, majetku, boje s ohněm atd.
- sbor dobrovolných hasičů (pobočný spolek) – se řídí Občanským zákoníkem 89/2012 Sb.[13] je odvozen od spolku hlavního Sdružení hasičů Čech, Moravy a Slezska

Právní souvislost mezi těmito subjekty neexistuje. Sdružení hasičů Čech, Moravy a Slezska je dle zákona zproštěno využívat příponu z. s. (zapsaný spolek).
Dalším spolkem, který v oblasti požární ochrany působí je např. Česká asociace hasičských důstojníků, z. s. (IČO: 65469062). Tento spolek se podílí na odborné přípravě příslušníků a členů jednotek v oblasti požární ochrany.

## Zmahač ohňů
Hasič, který pracuje především v uhelných dolech, je tzv. zmahač ohňů. Pracovní náplní je prevence a likvidace záparů, případně již vzniklých požárů způsobených samovznícením uhlí.
Pracovník, který se podílí na požární prevenci v důlním prostředí, spolupracuje při  likvidaci důlních  požárech má odborný název báňský záchranář.